# PandaBoard
PandaBoard — недорогой одноплатный компьютер на базе системы на кристалле Texas Instruments OMAP4430 (процессорные ядра ARM Cortex-A9). Стоимость платы (субсидированная) составила 174 доллара США в октябре 2010 года. Предназначена для разработчиков.
PandaBoard ES — более новая версия платы, созданная на базе СнК OMAP4460, в котором центральный и видеопроцессоры работают на более высокой частоте. Доступна по цене 182 доллара с ноября 2011 года.

## Характеристики
Система на кристалле OMAP4430 состоит из двухъядерного процессора ARM Cortex-A9 MPCore с частотой 1 ГГц, графического процессора PowerVR SGX540 с частотой 304 МГц, сигнального процессора C64x и 1 ГБ ОЗУ (DDR2 SDRAM).
В PandaBoard ES используется OMAP4460 с 2 ядрами с частотой 1.2 ГГц и графическим процессором с частотой 384 МГц.
Для хранения данных используются карты SD. Поддерживаются SDHC объемом до 32 Гб.
На плате установлен контроллер 10/100 Ethernet, Wi-Fi, Bluetooth. Размер платы составляет 114×102 мм, что немного превышает форм-фактор ETX/XTX.
Видеосигнал выводится через разъемы DVI и HDMI. Для звука используются 3.5 мм аудиоразъемы. Два USB 2.0 порта платы работают в режиме host и еще один — в режиме USB On-The-Go.
Поддерживаются ОС: Android (Linaro), Ubuntu (Linaro), RISC OS 5, QNX Neutrino 6.5.0,, OpenBSD.

Графический процессор SGX540 поддерживает формат 1080p при использовании интерфейса HDMI. Поддерживаются технологии OpenGL ES 2.0, OpenGL ES 1.1, OpenVG 1.1 и EGL 1.3.